# Sven Andersson (calciatore 1907)
Sven Andersson (Vallentuna, 14 febbraio 1907 – Solna, 30 maggio 1981) è stato un calciatore svedese, di ruolo difensore.

## Palmarès
- Campionato svedese: 2 
AIK: 1931–32, 1936–37